# جيري هيوز
جيري هيوز (بالإنجليزية: Jerry Hughes)‏ هو لاعب كرة قدم أمريكية أمريكي، ولد في 13 أغسطس 1988 في شوجر لاند في الولايات المتحدة.

## وصلات خارجية
- جيري هيوز على موقع مرجع كرة القدم المحترفة.كوم (الإنجليزية)